# Mateusz Kaprzyk
Mateusz Kaprzyk – polski kierowca wyścigowy, urodzony 29 września 2001 roku, ścigający się w sezonie 2023 w cyklu European Le Mans Series w klasie LMP3 w barwach brytyjskiej ekipy RLR MSport.

## Kariera

### Karting
Początek kariery Kaprzyka to starty w kartingu. Pierwsze sukcesy odniósł w 2014 roku, kiedy wygrał serię Karting Cup oraz zajął 2. miejsce w Moravsky Puchar rozgrywanym w Czechach. Największy sukces kierowcy z Katowic to Kartingowe Mistrzostwo Polski Rotax Max w kategorii Senior Max z 2017 r., a rok później sięgnął po tytuł drugiego wicemistrza Polski. Wtedy rywalizował również w zawodach międzynarodowych Rotax Cup, ROK Cup oraz w prestiżowych Kartingowych Mistrzostwach Włoch, w który dwukrotnie zajmował 6. miejsce w latach 2017 i 2018. 

### Wyścigi samochodowe
W 2019 roku Kaprzyk zadebiutował w wyścigach samochodowych w serii Porsche Sprint Challenge Central Europe. Po dwóch rundach przeniósł się do cyklu Ultimate Cup Series, w którym startował prototypem klasy LMP3 w barwach hiszpańskiej ekipy Virage. 

### Formuła 4
W 2020 roku Kaprzyk wystartował w pełnym cyklu Mistrzostw Włoch Formuły 4, a na torze Imola został pierwszym Polakiem, który w tej serii punktował. 

### European Le Mans Series
W 2021 roku Kaprzyk zadebiutował w cyklu European Le Mans Series. Po udanym starcie w pierwszej rundzie w Barcelonie w barwach włoskiej ekipy Eurointernational, na kolejne zawody dołączył do polskiego zespołu Inter Europol Competition, w którym startował przez resztę sezonu i cały rok 2022. 
W 2023 roku dołączył do brytyjskiego zespołu RLR MSport, mistrzów ELMS w klasie LMP3 z 2018 roku.

## Wyniki
| Legenda oznaczeń w tabelach wyników Wyświetl szablon na nowej stronie | Legenda oznaczeń w tabelach wyników Wyświetl szablon na nowej stronie                                                                     |
| Oznaczenie                                                            | Wyjaśnienie |
| --------------------------------------------------------------------- | --- |
| Złoty                                                                 | Zwycięzca lub mistrzostwo |
| Srebrny                                                               | 2. miejsce lub wicemistrzostwo |
| Brązowy                                                               | 3. miejsce lub II wicemistrzostwo |
| Zielony                                                               | Ukończył, punktował (w klasyfikacji generalnej, gdy zdobył co najmniej jeden punkt na przestrzeni sezonu, poza trzema powyższymi opcjami) |
| Niebieski                                                             | Ukończył, nie punktował (w klasyfikacji generalnej, gdy nie zdobył co najmniej jednego punktu na przestrzeni sezonu)                      |
| Czerwony                                                              | Nie zakwalifikował się (NZ) |
| Czerwony                                                              | Nie prekwalifikował się (NPK) |
| Różowy                                                                | Nie ukończył (NU) |
| Różowy                                                                | Niesklasyfikowany (NS) (w klasyfikacji generalnej, gdy nie został sklasyfikowany w żadnym wyścigu sezonu)                                 |
| Czarny                                                                | Zdyskwalifikowany (DK) |
| Czarny                                                                | Wykluczony (WYK/EX) |
| Biały                                                                 | Nie wystartował (NW) |
| Biały                                                                 | Kontuzjowany (K/INJ) |
| Biały                                                                 | Wyścig odwołany (OD/C) |
| Bez koloru                                                            | Został wycofany (WYC/WD) |
| Bez koloru                                                            | Nie przybył (NP/DNA) |
| Bez koloru                                                            | Nie brał udziału w treningach (NT/DNP) |
| Bez koloru                                                            | Nie został zgłoszony (–) |
| Pogrubienie                                                           | Start z pole position |
| Kursywa                                                               | Najszybsze okrążenie wyścigu |
| †                                                                     | Nie ukończył, ale jego rezultat został zaliczony ze względu na przejechanie więcej niż 90% dystansu wyścigu.                              |
| *                                                                     | Sezon w trakcie |
| 1/2/3                                                                 | Punktowana pozycja w sprincie kwalifikacyjnym                                                                                             |
| Lista systemów punktacji Formuły 1                                    | |

### Wyniki European Le Mans Series
| Rok  | Zespół                    | Wyniki w poszczególnych eliminacjach w klasie LMP3 | Wyniki w poszczególnych eliminacjach w klasie LMP3 | Wyniki w poszczególnych eliminacjach w klasie LMP3 | Wyniki w poszczególnych eliminacjach w klasie LMP3 | Wyniki w poszczególnych eliminacjach w klasie LMP3 | Wyniki w poszczególnych eliminacjach w klasie LMP3 | Pkt. | Poz. |
| ---- | ------------------------- | -------------------------------------------------- | -------------------------------------------------- | -------------------------------------------------- | -------------------------------------------------- | -------------------------------------------------- | -------------------------------------------------- | ---- | ---- |
| 2021 | Inter Europol Competition | ESP                                                | AUT                                                | FRA                                                | ITA                                                | BEL                                                | POR                                                | 36   | 6    |
| 2021 | Inter Europol Competition | R1                                                 | R2                                                 | R3                                                 | R4                                                 | R5                                                 | R6                                                 | 36   | 6    |
| 2021 | Inter Europol Competition |                                                    | 5                                                  | 6                                                  | 7                                                  | NU                                                 | 7                                                  | 36   | 6    |
| 2021 | EuroInternational         | 11                                                 |                                                    |                                                    |                                                    |                                                    |                                                    | 36   | 6    |
| 2022 | Inter Europol Competition | FRA                                                | ITA                                                | ITA                                                | ESP                                                | BEL                                                | POR                                                | 13   | 13   |
| 2022 | Inter Europol Competition | R1                                                 | R2                                                 | R3                                                 | R4                                                 | R5                                                 | R6                                                 | 13   | 13   |
| 2022 | Inter Europol Competition | 8                                                  | NU                                                 | NU                                                 | 10                                                 | 8                                                  | 8                                                  | 13   | 13   |
| 2023 | RLR MSport                | ESP                                                | FRA                                                | ESP                                                | BEL                                                | POR                                                | POR                                                | 51   | 7    |
| 2023 | RLR MSport                | R1                                                 | R2                                                 | R3                                                 | R4                                                 | R5                                                 | R6                                                 | 51   | 7    |
| 2023 | RLR MSport                | 9                                                  | 4                                                  | 4                                                  | 6                                                  | 6                                                  | 6                                                  | 51   | 7    |